# Temen
Temen, das Viertel, war ein Volumen- und Getreidemaß in Tripolis.
- 1 Temen = 26,83 Liter

Die Maßkette war
- 1 Ueba = 4 Temen/Viertel = 16 Orbah = 32 Nöss Orbah/Nus Orbah/Nuse Orbah/halber Orbah[1] = 5411,6 Pariser Kubikzoll = 107,3 Liter